# Aron Elias Seligmann
Pour les autres membres de la famille, voir Famille d'Eichthal.
Pour les articles homonymes, voir Seligmann.
Aron Elias Seligmann, baron von Eichthal (26 avril 1747, Leimen – 11 avril 1824, Munich), est un financier allemand, banquier officiel de la Cour de Bavière.

## Biographie
D'une famille de financiers des cours princières, fils d'Elias Seligmann, agent de la Cour de l'électeur palatin à Leimen, Aron Elias Seligmann fonde une manufacture de tabac à Leimen en 1779. Il eut d'importants intérêts dans le commerce de sel et de tabac, et comme fournisseur aux armées. Il négocia plusieurs emprunts pour la Cour royale de Bavière (3 millions de florins en 1802, 500 000 florins en 1804, 4 millions de florins en 1808, ...) et devint le banquier officiel de Maximilien Joseph de Bavière et de la Cour royale de Bavière en 1804. Il était ainsi entre autres responsable du paiement des fonctionnaires.
Le 22 septembre 1814, il fut anobli par le roi Maximilien Joseph de Bavière avec le titre de baron von Eichthal. Il prit alors la religion catholique et le nom de Leonhard von Eichthal.
En 1815, il assure avec Rothschild du transit depuis l'Angleterre de la somme de 608 695 livres à destination de la Bavière pour sa participation aux guerres napoléoniennes.
Il est le père de Simon von Eichthal (de) (1787-1854), banquier de la Cour royale de Bavière et fondateur de la Bayerische Hypotheken- und Wechsel-Bank (père de Karl von Eichthal), de David von Eichthal (de) (1775-1850), banquier et industriel à Karlsruhe, et de Louis d'Eichthal, banquier à Paris (père de Gustave et Adolphe), ainsi que le beau-père de Leopold von Lämel (de).

## Sources
- (de) Cet article est partiellement ou en totalité issu de l’article de Wikipédia en allemand intitulé « Aron Elias Seligmann » (voir la liste des auteurs).
- Annette Weber, Das Palais Seligmann in Leimen - oder wie man das Angenehme mit dem Nützlichen verbindet, 2009
- Philippe Régnier, Etudes saint-simoniennes, 2002